# Мулипарте (Тревизо)
Мулипарте је насеље у Италији у округу Тревизо, региону Венето.
Према процени из 2011. у насељу је живело 612 становника. Насеље се налази на надморској висини од 151 м.